# El Prat en Comú

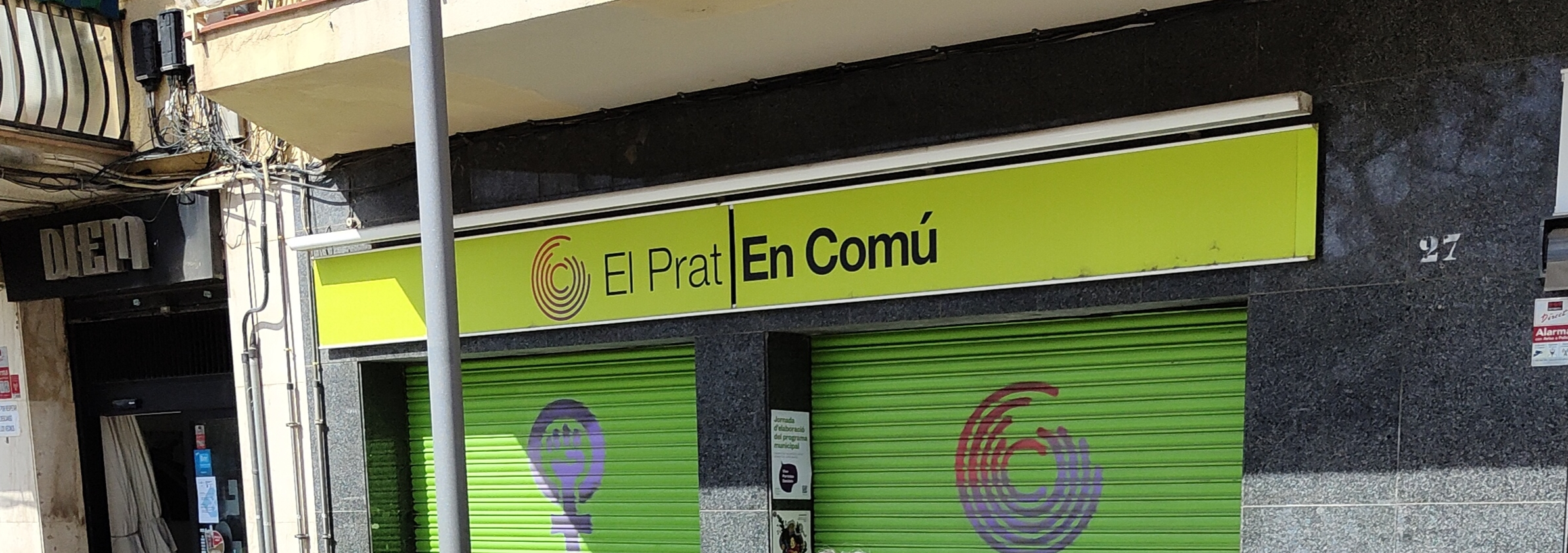
Sede de Catalunya en Comú en El Prat de Llobregat.

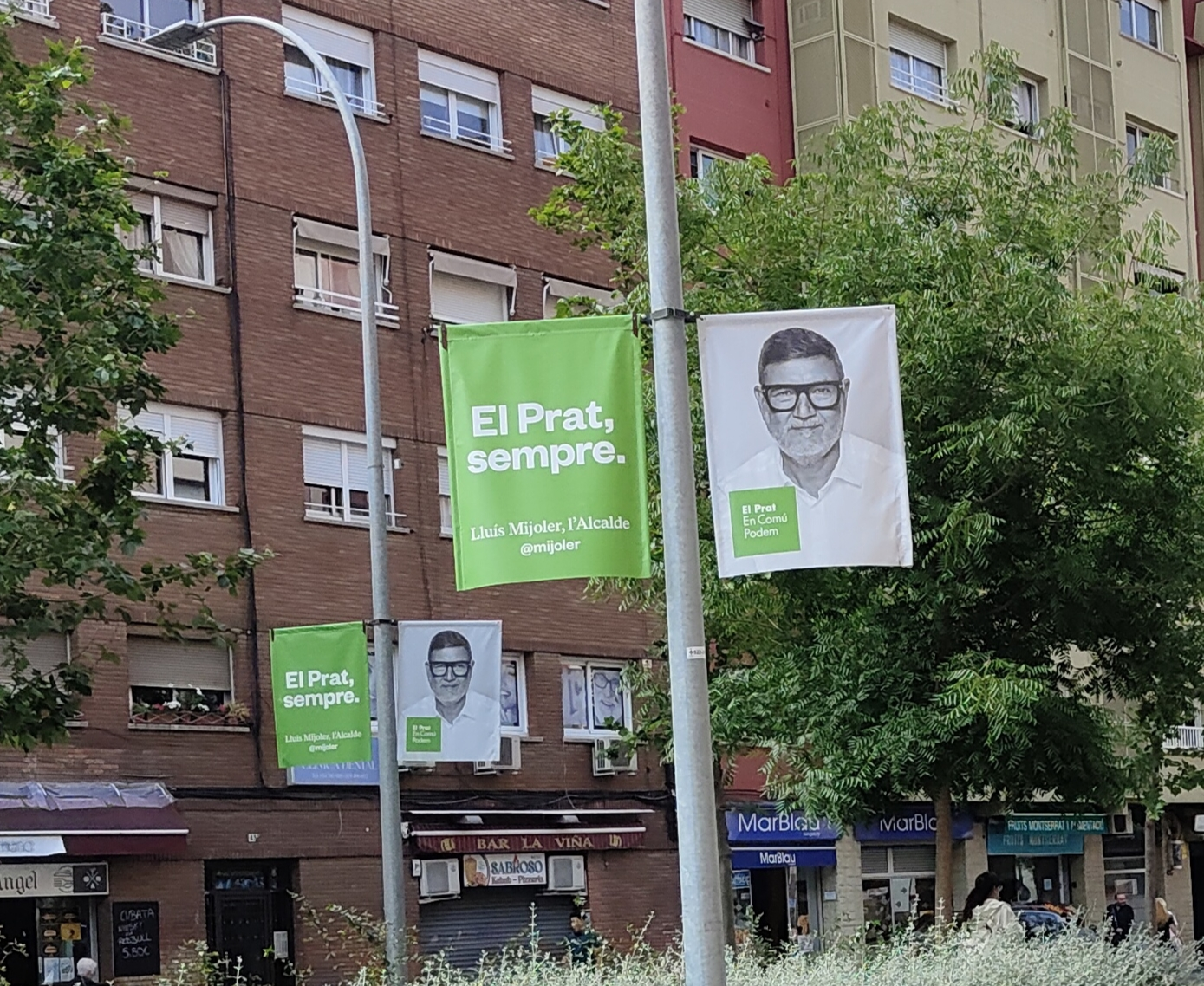
Propaganda Electoral para las elecciones municipales del 28 de mayo de 2023.

El Prat en Comú es como se conoce a las coaliciones electorales formadas por partidos políticos situados en la izquierda del espectro político de El Prat de Llobregat y que ganaron las elecciones municipales de 2019 y 2023 con Lluís Mijoler Martínez como candidato a la alcaldía.

## Resultados electorales
| Año  | Candidato     | Votos | %     | Escaños | Posición | Coalición electoral                        |
| ---- | ------------- | ----- | ----- | ------- | -------- | ------------------------------------------ |
| 2023 | Lluís Mijoler | 8227  | 32,40 | 9/25    | 1.º      | El Prat en Comú Podem-Confluència (EPCP-C) |
| 2019 | Lluís Mijoler | 9940  | 33,48 | 11/25   | 1.º      | El Prat en Comú-En Comú (EPC-EC)           |